# Kristin Kreuk
Kristin Laura Kreuk (Vancouver, 30 dicembre 1982) è un'attrice canadese, conosciuta soprattutto per la sua partecipazione dal 2001 al 2008 alla serie televisiva Smallville, dove interpretava Lana Lang, per essere protagonista della serie Beauty and the Beast, nel ruolo di Catherine Chandler, e per aver interpretato Chun-Li nel film Street Fighter - La leggenda (2009).

## Biografia

### Gli inizi
Kristin è nata a Vancouver, nella provincia di Columbia Britannica, in Canada. Suo padre, Peter Kreuk, è di origine olandese e sua madre, Deanna Che, è indonesiana (di etnia cinese). Kristin ha una sorella più piccola, Justine. Aveva pianificato di frequentare i corsi di psicologia, scienze ambientali e scienze forensi alla Simon Fraser University, quando il direttore del casting della serie TV Edgemont contattò la Eric Hamber Secondary School per trovare una ragazza dai tratti esotici per la parte di una canadese di origine cinese. Kristin si trovava al suo ultimo anno di liceo e venne convinta dal suo insegnante di teatro a partecipare all'audizione nonostante non avesse alcuna esperienza professionale nel campo della recitazione; con sua grande sorpresa, ottenne la parte. Da quel momento, recitò in quella serie per due stagioni e continuò a farlo in contemporanea finché non arrivò il momento in cui riuscì a far parte del cast regolare del telefilm Smallville, nella sua città natale di Vancouver.

### Televisione
Dopo aver girato la prima stagione di Edgemont e aver assunto un agente, Kristin ottenne la parte di Biancaneve nel film TV del 2001 La vera storia di Biancaneve. Dopo Biancaneve, venne contattata dagli sceneggiatori Alfred Gough e Miles Millar per interpretare Lana Lang nella serie televisiva Smallville, incentrata sulla vita del giovane Clark Kent. Inizialmente fu restia ad accettare il ruolo, ritenendo che il personaggio di bellissima e popolare cheerleader della scuola potesse risultare banale e senza spessore. Tuttavia restò talmente affascinata dall'episodio pilota che accettò la parte.
In seguito a questa decisione, la Kreuk recitò contemporaneamente nelle due serie, restando anche nel cast di Edgemont fino alla sua conclusione. Nell'estate del 2004 entrò a far parte del cast della miniserie La leggenda di Earthsea (Earthsea), basata sui racconti di Ursula K. Le Guin, e diretta da Rob Lieberman con Shawn Ashmore e Danny Glover. Nel 2009 viene scritturata per partecipare ad alcuni episodi della serie Chuck. La Kreuk appare a partire dal quinto episodio della terza stagione, intitolato Chuck Vs. the First Class, trasmesso nel gennaio 2010. Nel febbraio 2012, le è stato assegnato il ruolo di Catherine Chandler, protagonista femminile della serie Beauty and the Beast: grazie a questo ruolo, ha anche vinto sia nel 2014 che nel 2015 il premio come miglior attrice fantasy ai People's Choice Awards.

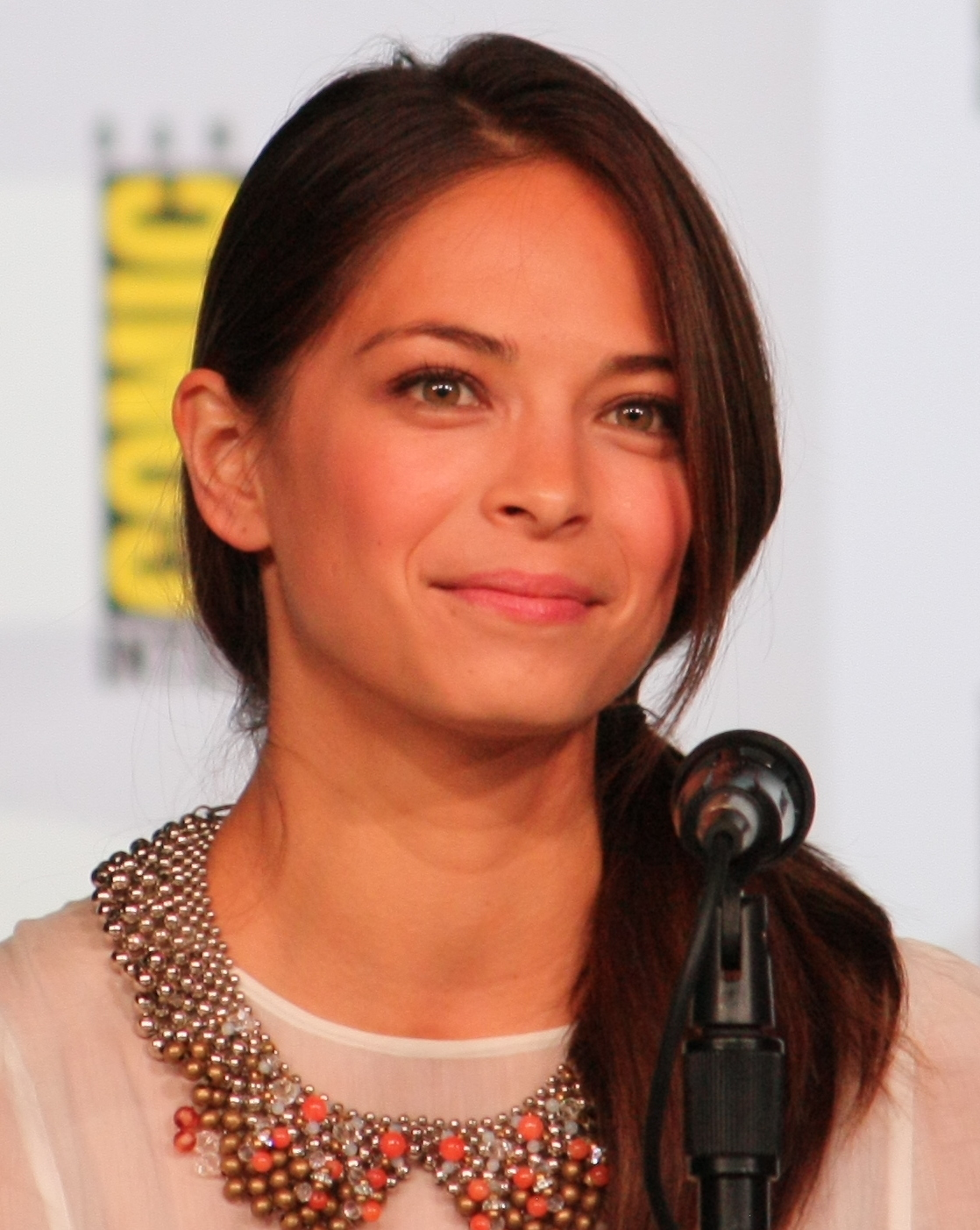
Kristin Kreuk nel 2012.

Nel 2018 è protagonista di una nuova serie dal titolo Burden of Truth dove interpreta l'avvocato Joanna Hanley per 4 stagioni fino al 2021 dove si è aggiudicata due nominations ai Canadian Screen Awards.

### Modella
Kristin ha partecipato alla campagna pubblicitaria della ditta Neutrogena (come Mandy Moore e Jennifer Love Hewitt prima di lei).

### Cinema
Nel 2003 ha partecipato al suo primo lungometraggio: un cameo nel film EuroTrip, con Scott Mechlowicz e Michelle Trachtenberg.
All'inizio del 2005 ha firmato un contratto per il film Partition, diretto da Vic Sarin, dove interpreta il ruolo di Naseem, una vulnerabile diciassettenne il cui mondo è sconvolto dalla proclamazione d'indipendenza dell'India avvenuta nel 1947 e dalla conseguente nascita dello Stato del Pakistan. S'innamora di un ufficiale dell'ex-esercito anglo-indiano, Gian Singh (Jimi Mistry). Nel 2009 ha interpretato Chun-Li nel film Street Fighter - La leggenda, basato alla serie di videogiochi picchiaduro.
All'inizio del 2010, Kristin ha partecipato al suo primo horror giapponese, Vampire. Nel 2010, ha anche girato un video musicale chiamato "I Heard" di Hill Zaini.
Nel 2011 interpreta Heather nel film Irvine Welsh's Ecstasy, tratto dall'omonimo romanzo. Ha interpretato anche il ruolo di Tilda nella commedia fantascientifica Space Milkshake.

### Vita privata
Attualmente vive a Toronto e segue una dieta pescetariana.
Nel 2018 è implicata nello scandalo della setta di Keith Raniere che ha visto coinvolta l'attrice (e collega nella serie Smallville) Allison Mack. La Kreuk ha dichiarato di aver seguito in passato dei corsi di psicologia dal 2005 al 2012 organizzati da Raniere ma di non sapere nulla della setta.

## Filmografia

### Cinema
- EuroTrip, regia di Jeff Schaffer (2004)
- Dream Princess, regia di Kaare Andrews[4] (2006) - cortometraggio
- Destiny's Bride (Partition), regia di Vic Sarin (2007)
- Street Fighter - La leggenda (Street Fighter: The Legend of Chun-Li), regia di Andrzej Bartkowiak (2009)
- Irvine Welsh's Ecstasy, regia di Rob Heydon (2011)
- Vampire, regia di Shunji Iwai (2011)
- Space Milkshake, regia di Armen Evrensel (2012)
- The Emissary, regia di Naledi Jackson (2017) - cortometraggio

### Televisione
- Edgemont – serie TV, 67 episodi (2001-2004)
- La vera storia di Biancaneve (Snow White, The Fairest of Them All), regia di Caroline Thompson – film TV (2001)
- Smallville – serie TV, 150 episodi (2001-2009)
- La leggenda di Earthsea (Earthsea), regia di Robert Lieberman – miniserie TV (2004)
- Chuck – serie TV, 4 episodi (2010)
- Ben-Hur, regia di Steve Shill – miniserie TV (2010)
- Beauty and the Beast - serie TV, 70 episodi (2012-2016)
- Burden of Truth - serie TV, 34 episodi (2018-2021)
- Lo scrittore fantasma (Ghostwriter) - serie TV, 3 episodi (2021)
- Reacher - serie TV, 4 episodi (2022)
- Delitti e misteri a Gibsons (Murder in a Small Town) - serie TV, 8 episodi (2024)

### Doppiatrice
- Finalmente weekend! (The Weekenders) – serie TV, episodio 2x17 (2001)
- Robot Chicken - serie TV, episodio 8x02 (2015)
- Shuyan Saga - videogioco (2017)[5]
- Watch Dogs: Legion - videogioco (2020)

### Produttrice
- Blink - cortometraggio (2011)

## Doppiatrici italiane
Nelle versioni in lingua italiana dei suoi lavori, Kristin Kreuk è stata doppiata da:
- Selvaggia Quattrini in Smallville, La leggenda di Earthsea, EuroTrip, Street Fighter - La leggenda, Beauty and the Beast, Burden of Truth, Lo scrittore fantasma, Reacher
- Valentina Mari in La vera storia di Biancaneve, Delitti e misteri a Gibsons
- Debora Magnaghi in Edgemont
- Monica Ward in Chuck
- Benedetta Ponticelli in Ben-Hur

Da doppiatrice è stata sostituita da:
- Valentina Pollani in Watch Dogs: Legion
- Antonella Baldini in Robot Chicken